# (464464) 2016 BH44
(464464) 2016 BH44 es un asteroide perteneciente al cinturón de asteroides, descubierto el 9 de octubre de 2004 por el equipo Spacewatch desde el Observatorio Nacional de Kitt Peak (Arizona, Estados Unidos).